# Grand Prix Belgie 2008
Grand Prix Belgie 2008 LXIV ING Belgian Grand Prix , třináctý závod 59. ročníku mistrovství světa vozů Formule 1, historicky již 798. velká cena, v Belgickém Spa-Francorchamps.

## Výsledky
- 7. září 2008
- Okruh Spa-Francorchamps
- 44 kol x 7.004 km = 308.176 km
- 798. Grand Prix
- 10. vítězství Felipe Massy
- 208. vítězství pro Ferrari
- 98. vítězství pro Brazílii
- 78. vítězství pro vůz se startovním číslem 2
- 186. vítězství z 2. místa na startu

- Tučně v kolonce čas výsledky po penalizaci Hamiltona a Glocka
  - Tabulka ukazuje, jak projeli jezdci cílem. Po 25 s penalizaci Hamiltona je vítězem Massa, druhý Heidfeld, třetí Hamilton. Na osmém místě Webber po penalizaci Glocka.

| Pozice | č.  | Jezdec               | Vůz               | Kolo | Čas                           | Pole | Body | Nej. kolo      | 1. Pitstop   | 2. Pitstop   | 3. Pitstop   |
| ------ | --- | -------------------- | ----------------- | ---- | ----------------------------- | ---- | ---- | -------------- | ------------ | ------------ | ------------ |
| 3      | 22. | Lewis Hamilton       | McLaren MP4-23    | 44   | á 0:10,539 1:22:44.933 + 25 s | 1    | 6    | 1:48.135       | 11. / 27.412 | 25. / 28.807 |              |
| 1      | 2.  | Felipe Massa         | Ferrari F2008     | 44   | 1:22:59.394 á 0:14,461        | 2    | 10   | 1:48.222       | 13. / 28.335 | 28. / 28.193 |              |
| 2      | 3.  | Nick Heidfeld        | BMW Sauber F1.08  | 44   | á 0:09,383 á 0:23,844         | 5    | 8    | 1:49.067 (7.)  | 14. / 28.952 | 31. / 26.710 | 42. / 26.115 |
| 4      | 5.  | Fernando Alonso      | Renault R28       | 44   | á 0:14,478 á 0:28,939         | 12   | 5    | 1:49.238 (9.)  | 13. / 28.880 | 27. / 28.195 | 43. / 29.612 |
| 5      | 15. | Sebastien Vettel     | Toro Rosso STR3   | 44   | á 0:14,576 á 0:29,037         | 10   | 4    | 1:49.086 (8.)  | 17. / 28.171 | 33. / 26.000 |              |
| 6      | 4.  | Robert Kubica        | BMW Sauber F1.08  | 44   | á 0:15,037 á 0:29,498         | 8    | 3    | 1:48.965 (5.)  | 15. / 28.566 | 33. / 32.437 |              |
| 7      | 14. | Sébastien Bourdais   | Toro Rosso STR3   | 44   | á 0:16,735 á 0:31,196         | 9    | 2    | 1:49.002 (6.)  | 15. / 28.972 | 32. / 26.868 |              |
| 9      | 12. | Timo Glock           | Toyota TF108      | 44   | á 1:07,045 á 0:56,506 + 25 s  | 13   |      | 1:50.255 (12.) | 26. / 28.725 | 42. / 25.920 |              |
| 8      | 10. | Mark Webber          | Red Bull RB4      | 44   | á 0:42,776 á 0:57,237         | 7    | 1    | 1:49.515 (11.) | 12. / 30.492 | 32. / 27.645 |              |
| 10     | 23. | Heikki Kovalainen    | McLaren MP4-23    | 43   | á 1 kolo                      | 14   |      | 1:48.223 (4.)  | 13. / 29.413 | 14. / 17.517 | 33. / 26.475 |
| 11     | 9.  | David Coulthard      | Red Bull RB4      | 43   | á 1 kolo                      | 14   |      | 1:50.177 (11.) | 22. / 32.573 | 42. / 27.804 |              |
| 12     | 7.  | Nico Rosberg         | Williams FW30     | 43   | á 1 kolo                      | 15   |      | 1:50.656 (15.) | 25. / 29.172 | 42. / 30.032 |              |
| 13     | 20  | Adrian Sutil         | Force India VJM01 | 43   | á 1 kolo                      | 18   |      | 1:50.487 (13.) | 16. / 29.723 | 28. / 27.253 |              |
| 14     | 8.  | Kazuki Nakadžima     | Williams FW30     | 43   | á 1 kolo                      | 19   |      | 1:50.970 (17.) | 27. / 28.672 | 42. / 36.578 |              |
| 15     | 16. | Jenson Button        | Honda RA108       | 43   | á 1 kolo                      | 17   |      | 1:50.671 (16.) | 22. / 29.988 | 42. / 28.341 |              |
| 16     | 11. | Jarno Trulli         | Toyota TF108      | 43   | á 1 kolo                      | 11   |      | 1:50.543 (14.) | 14. / 29.175 | 35./ 26.395  |              |
| 17     | 21. | Giancarlo Fisichella | Force India VJM01 | 43   | á 1. kolo                     | 20   |      | 1:51.701 (19.) | 1./ 38.763   | 22./ 31.347  | 40./ 27.741  |
| 18     | 1.  | Kimi Räikkönen       | Ferrari F2008     | 42   | Nehoda                        | 14   |      | 1:47.930       | 12./ 27.586  | 25./ 29.127  |              |
| Pozice | č.  | Odstoupili           | Vůz               | Kolo | Důvod                         | Pole | Body | Nej. kolo      | 1. Pitstop   | 2. Pitstop   | 3. Pitstop   |
| Ret    | 17. | Rubens Barrichello   | Honda RA108       | 19   | Převodovka                    | 16   |      | 1:52.072 (20.) | 17./ 28.790  |              |              |
| Ret    | 6.  | Nelson Piquet jr.    | Renault R28       | 13   | Nehoda                        | 12   |      | 1:51.118 (18.) |              |              |              |

- žlutě - nejrychlejší pitstop
- zeleně - nejpomalejší pitstop
- červeně - Neplánovaná zastávka

## Nejrychlejší kolo
Kimi Räikkönen- Ferrari F2008
- 32. nejrychlejší kolo Kimi Räikkönena
- 213. nejrychlejší kolo pro Ferrari
- 62. nejrychlejší kolo pro Finsko
- 126. nejrychlejší kolo pro vůz se startovním číslem 1

## Zajímavosti
| Pole position      | Vítězství          | Nej. kolo      |
| Spojené království | Spojené království | Finsko         |
| Lewis Hamilton     | Lewis Hamilton     | Kimi Räikkönen |
| McLaren MP4-23     | McLaren MP4-23     | Ferrari F2008  |
| ------------------ | ------------------ | -------------- |